# 臭素酸カリウム
臭素酸カリウム（しゅうそさんカリウム、potassium bromate）は、カリウムの臭素酸塩で、化学式 KBrO3 で表される無機化合物である。ブロム酸カリ、ブロメートとも呼ばれる。

## 化学的性質
臭素酸カリウム自体は不燃性だが、強力な酸化剤であり、他の物質を酸化させる作用がある。このため、第1類危険物に指定されている。
加熱により分解し、有毒で腐食性のある粉塵（フューム）が発生する。炭素、リン、硫黄などの可燃性物質や還元性物質と激しく反応し、火災の危険をもたらす。
臭素酸カリウムは、熱した水酸化カリウム溶液中で臭素を反応させることによって生成される。最初に形成されるのは次亜臭素酸イオンであるが、高温の塩基性溶液中では不安定なため臭化物イオンと臭素酸イオンへ迅速に不均化される。
{\displaystyle {\ce {3BrO^{-}(aq)->{2Br^{-}(aq)}+BrO^{-}3(aq)}}}

### 毒性
有毒であり、発癌性も指摘されている。
- 国際がん研究機関(IARC)では、臭素酸の発ガン性を「グループ2B：ヒトに対しての発がん性の恐れがある」に指定している[1][5]。
- 経口摂取によって、腎臓、中枢神経系に影響を与え、腎不全[6]、呼吸器抑制、難聴[6] を生じることがある[1][2]。

## 用途

### パーマ
コールドパーマ処理の第二液剤に使われている。誤飲事故も起こっている。

### 食品添加物
かつてはパン生地、魚肉練り製品などの改良材（食品添加物）として用いられた が、ラット腎臓における発癌性が指摘され、国によっては使用が禁止・制限されている。イギリスは1990年、ドイツは1993年、カナダは1994年、中国は2005年、食品への使用を禁止した。国際連合食糧農業機関・世界保健機関の合同食品添加物専門家委員会(JECFA)は1989年に「パン製造用小麦粉への使用許容量は60ppm（1キログラムあたり0.060グラム）以下」であり、一日摂取許容量は設定できず、最終製品に残存してはいけないという指針を出していたが、1993年には「臭素酸カリウムの小麦粉処理剤としての使用は適切ではない。ビール製造用途についてはデータ不足から評価できない」として使用量についての指針を取り消し、1995年に再確認されている。
アメリカは全面禁止していないが、多くの州で、臭素酸カリウムを使用した食品にはその事実をパッケージに明記するように定められている。FDAは麦芽食品に対しての使用について、規制範囲内での使用については安全であると思われているが、最終製品のラベルにて添加した事を表記しなければならないと規制している。
日本では1982年に行われたラット腎臓への発がん性試験により発がん性が認識されており、1982年にパン以外の使用は禁止され、パンについても添加は30ppm以下、かつ最終製品に残留してはならないと規制された（日本の研究では、15ppmのパンでは不検出だが30ppmでは残存が確認された）。パンについても厚生労働省による行政指導で使用自粛が要請され、1997年にも検出される事件が起こり、パン関連の工業界では使用自粛が申し合わされた。この年には検出技術の向上により、検出限界10ppb（1キログラム中10マイクログラム）までの検出が可能になった。
2002年には更に向上した検出技術で調査が行われたが、市販のパン135検体に残留は認められなかった（検出限界1ppb、定量限界2ppb）。2003年に日本パン工業会が、正常な製パン工程を遵守した場合には臭素酸カリウムは加熱により分解され、分析精度が向上した方法を用いてもパンから「残存が検出されない」とした。これを受けて、山崎製パンなどのメーカーは使用を再開した。厚生労働省は2003年3月にこれを承認している。ビタミンCなどを利用した代替方法が開発されていることもあり、引き続き使用していない製パン業者も多い。JECFAは1995年以降見直しを行っておらず、日本生活協同組合連合会は2020年の指針において「（国内メーカーのパンでは）残留は検出限界未満であり実際の健康リスクは非常に低い」としながらも、管理政策の結論に基いて「不使用添加物」であり、「加工助剤としても意図的には使用しない」としている。
またこの頃には「山崎製パンのパンにカビが生えないのは臭素酸カリウムを使用しているためである」とした本が販売され、1年以上ベストセラーとなった。食品化学者の長村洋一は、パンに残存している可能性がある臭素酸カリウムの量は水道水の安全基準（10ppb）の10分の1以下であり、防カビ効果が発生する量とは考え難い上に、当該本の著者の行っている実験では山崎製パンのパン以外に臭素酸カリウムを添加した実験が行われておらず、「臭素酸カリウムを添加したものにカビが発生しない」ということが実証できていないと指摘している。
山崎製パンは製パン技術の向上、臭素酸カリウムの調達困難 の理由により、2014年2月から臭素酸カリウムを使用していなかったが、2020年3月から一部製品で使用を再開した。使用再開にあたり、角型食パンにおける臭素酸カリウムの残存量は0.5ppbの検出限界未満であることが確認されたとしている。

## 規制
臭素酸カリウムの食品への使用は、EU・カナダ・ナイジェリア・ブラジル・ペルー・その他いくつかの国で禁止されている。2001年にはスリランカで禁止され、メルコスール諸国では2003年に禁止され、2005年には中国で禁止された。
米国においては禁止されていない。発ガン性物質を禁じる食品・薬物・化粧品法(en:Food, Drug, and Cosmetic Act)のデラニー条項(en:Delaney clause)が1958年に改正されたことで、FDAは75ppm以下に限り使用を認可している。そのため現在において禁止することは困難となっている。その代わりに、1991年にFDAは製パン業に対して自主的に使用を中止するよう訴えている。カリフォルニア州では、臭素酸カリウムが用いられた場合は警告ラベルを貼ることが要求されている。

### 日本
※下表は、「臭素酸カリウムの発がん性について」臭素酸カリウム小史 より引用し加筆。
| 年                | 事項 | 説明 |
| ----------------- | --- | --- |
| 1953 （昭和28）年 | 日本で食品添加物に指定 | 小麦粉改良剤として 50ppm以下、 魚肉練り製品品質改良剤として 270ppm以下                                                            |
| 1964 （昭和39）年 | FAO/WHO合同食品添加物専門家会議(JECFA)) による最初の評価                                                                           | |
| 1976 （昭和51）年 | 変異原性陽性 | 厚生省が発表 |
| 1977 （昭和52）年 | 日本小麦粉業界添加自粛 毒性試験（急性。慢性等）開始                                                                                | 国立衛生試験所 |
| 1978 （昭和53）年 | ラット発がん試験開始 | 国立衛生試験所 |
| 1979 （昭和54）年 | JECFA 評価で、A(1)リスト | 小麦粉改良剤として 75ppm以下 |
| 1980 （昭和55）年 | 日本パン業界使用自粛 | |
| 1982 （昭和57）年 | ラット腎臓などへの発がん性が公表                                                                                                   | 厚生省審議会、アメリカ食品医薬品局(FDA)、国内専門誌等                                                                             |
| 1983 （昭和58）年 | 使用基準の改正（厚生省） JECFA 評価                                                                                                | パン用小麦粉以外の使用禁止（規制値 50ppm 以下から 30ppm以下に）。 小麦粉改良剤として 75ppm以下（但し、最終食品に残存しないこと）  |
| 1989 （平成元）年 | JECFA 評価で 一日摂取許容量 設定不可能、使用基準改正                                                                               | 小麦粉改良剤として 60ppm以下（最終食品に残存しないこと）。 その他の用途に設定を認めず。                                           |
| 1990 （平成2）年  | 英国、欧州連合(EU) で使用禁止措置                                                                                                  | 最終食品への残留の確証無しの理由                                                                                                  |
| 1992 （平成4）年  | JECFA 評価 | 遺伝毒性発がん物質であり、小麦粉改良剤としての使用は不適切と結論                                                                  |
| 1995 （平成7）年  | JECFA 評価 | 新高感度分析法によるデータから小麦粉改良剤としての不適切と結論を支持。A(1)リストから除外                                          |
| 1997 （平成9）年  | 輸入小麦粉への混入が判明し回収 衆議院・参議院委員会で安全性への質問 厚生労働省でパン中の新高感度分析法を通知                       | |
| 2001 （平成13）年 | 衆議院厚生労働委員会で安全性について質問 食品衛生分科会における検討 衆議院厚生労働委員会で安全性の検査実施に関する質問に対する答弁 | 英国、EU で禁止の食品添加物を使用している理由 高感度分析法による現在市販のパンの残留量検査実施を決定 食品衛生分科会での結論を報告 |
| 2002 （平成14）年 | 高感度分析法による現在市販のパンの残留量検査                                                                                       | 国立医薬品食品衛生研究所 |
| 2020 （令和2年）  | 山崎製パンは製パン、使用を再開 | |
| 2024 (令和6)年    | 山崎製パンによる製品への使用が終了                                                                                                 | 2024年10月31日出荷分をもって、臭素酸カリウムを使用した製品の製造・販売を終了                                                      |

## 参考資料
- 二十世紀食品添加物史、社団法人日本食品衛生協会(2010)